# Wilhelm Wider

Wilhelm Wider Roma Atelierbild

Selbstbildnis Wilhelm Wider

Christian Wilhelm Heinrich Theodor Wider (* 16. Februar 1818 in Groß Stepenitz, Pommern; † 15. Oktober 1884 in Berlin) war ein deutscher Maler. Die Beisetzung erfolgte am 18. Oktober 1884 in Berlin auf dem St.-Matthäus-Kirchhof.
Wider war Schüler der Akademie Berlin und des Prof. Otto, später besuchte er die Akademie zu Antwerpen. Anschließend war er in England, Russland, Paris und Rom (von 1850 bis 1873) tätig. In Rom hatte er ab 1853 auch ein Atelier inne. Von 1867 bis 1870 war er zudem Präsident des Deutschen Künstlervereins. Er pflegte freundschaftlichen Verkehr mit Kurd von Schlözer, dessen Mexikanische Briefe an ihn gerichtet sind. 1873 zog Wider nach Berlin.
Wider hatte in seiner römischen Zeit Kontakte zu vielen zeitgenössischen Malern, wie zum Beispiel zu Ludwig Passini, die im Antico Caffè Greco verkehrten.
In dieser Zeit müsste auch sein Bild Papst Pius IX. entstanden sein.

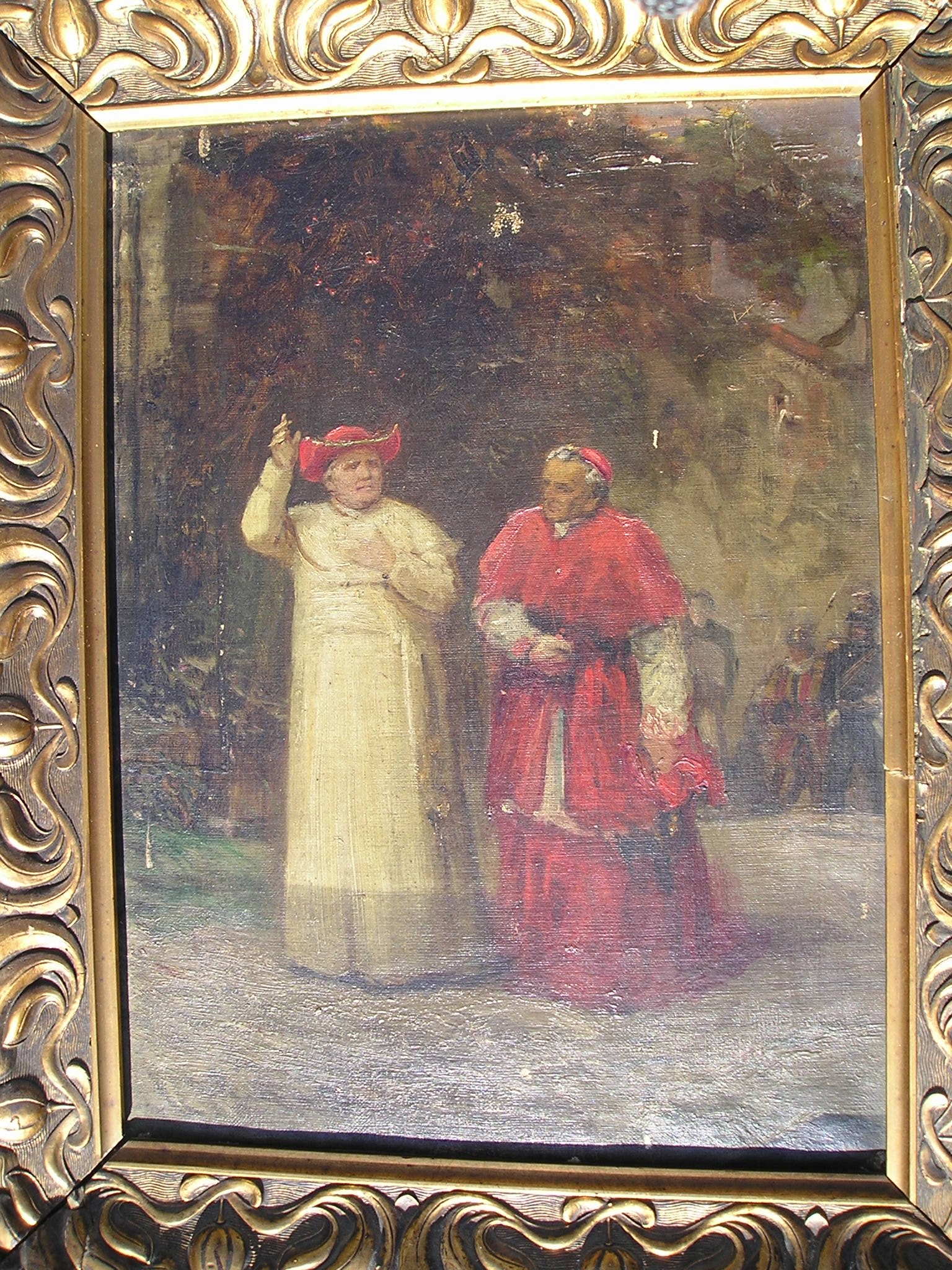
Papst Pius IX